# ケープコッド湾

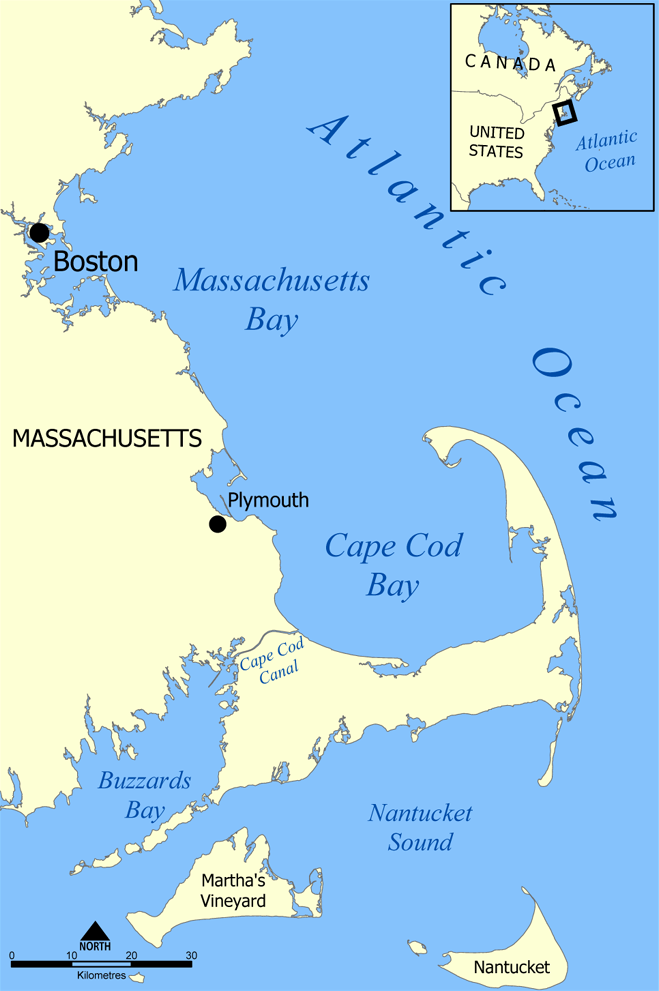
ケープコッド湾の位置を示す地図

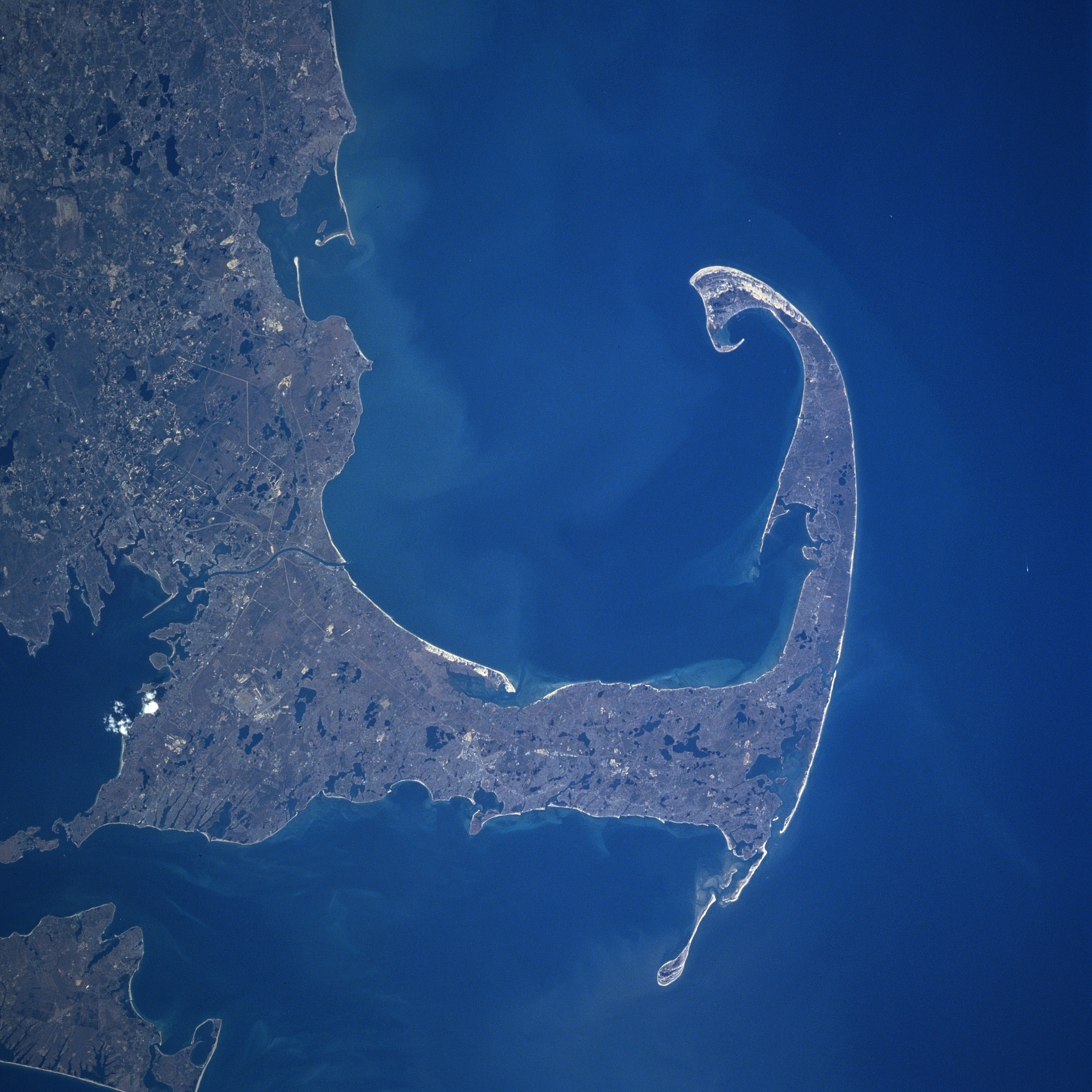
1997年4月に宇宙から撮影されたケープコッドとケープコッド湾

ケープコッド湾（ケープコッドわん、Cape Cod Bay）は、アメリカ合衆国マサチューセッツ州沿岸の大西洋に面した湾である。南と東にはケープコッド、西にはプリマス郡があり、北のマサチューセッツ湾を経て外洋につながっている。メイン湾の最南端にあたる。湾内の海水は通常は反時計回りに流れていて、ボストンから南にプリマスに流れ、東から北に流れを変えてプロビンスタウンに至る。ケープコッドは、主に氷期に運ばれた岩や砂や砂利で形成されていて、約10,000年に最後の氷河が後退した。氷河期の終わり頃にはケープコッド湾はおそらく大きな淡水湖となっていて、ケープコッドのバス川やオルレアン港から流出していただろうと考えられている。この5,000から8,000年にわたる海洋堆積物の作用により、プロビンスタウン・スピットやプロビンスタウン港やケープコッド湾の大きなボウル形の部分が形成された。
1914年にケープコッド運河が開通してケープコッド湾とバザーズ湾が結ばれ、ケープコッドがマサチューセッツの本土から切り離された。
マサチューセッツ州の愛称「湾の州（Bay State）」は、州に隣接する湾、ケープコッド湾、ナラガンセット湾、バザーズ湾、マサチューセッツ湾に由来する。
座標: 北緯41度54分 西経70度17分 / 北緯41.900度 西経70.283度